# Krywańska Kopa
Krywańska Kopa (słow. Krivánska kopa, 1773 m) – mało wybitny szczyt stanowiący zakończenie głównej grani odnogi Krywania w słowackich Tatrach Wysokich. Od północno-wschodniej strony Krywańska Kopa sąsiaduje w tej grani z Wyżnią Przehybą (1982 m), szczyty te oddziela płytka przełęcz zwana Krywańską Przehybą (Krivánska priehyba). Wschodnie stoki Krywańskiej Kopy opadają do dolnej części Wielkiego Żlebu Krywańskiego, południowo-zachodnie do Gronikowskiego Żlebu (odgałęzienia Doliny Bielańskiej). Po zachodniej i północnej stronie jej wierzchołka prowadzi zielony szlak turystyczny na Krywań.
Dawniej rejon ten był wypasany i stoki Krywańskiej Kopy były w dużym stopniu trawiaste. Po zaprzestaniu wypasu stopniowo zarastają kosodrzewiną. W rejonie Krywańskiej Kopy istniały też dawniej kopalnie złota, tzw. Krywańskie Banie. Z powodu nieopłacalności wydobycia zaprzestano w nich przed 1778 r.

## Szlaki turystyczne
– zielony szlak od Trzech Źródeł przez Gronik, Niżnią i Wyżnią Przehybę do Rozdroża pod Krywaniem, stąd na Krywań niebieskim szlakiem. Czas przejścia 4:50 h, ↓ 3:45 h